# Хашдеу, Юлия
Ю́лия Хашде́у (рум. Iulia Haşdeu; 14 ноября 1869 года — 29 сентября 1888 года) — поэтесса, дочь знаменитого учёного-филолога и писателя Богдана Петричейку Хашдеу.

## Биография
Юлия Хашдеу родилась в Бухаресте и там же умерла. Она была особо одарённым ребёнком. Ещё до восьми лет сдала сразу все экзамены за первые четыре года начальной школы. В 11 лет окончила Национальный Колледж Святого Савы, одновременно посещая курсы Бухарестской Консерватории. После окончания решила продолжать учёбу в Париже, куда и уехала.
Писала на румынском и французском языках. Её первая книга стихов «Bourgeons d’Avril», написанная в 1887, появляется в печати два года спустя в книге «Œuvres posthumes» — после её смерти.
Умерла в возрасте 18 лет от туберкулёза. Похоронена в Бухаресте на кладбище Беллу.

## Сочинения
- Волшебные сказки : [Для дошк. и мл. шк. возраста : [Перевод] / Юлия Хашдеу; [Ил. С. Букур, Б. Амамбаев], 34,[4] с. цв. ил. 21 см, Кишинёв Лит. артистикэ 1988.
- Принцесса Бабочка : [Сказка : Для дошк. и мл. шк. возраста] / Юлия Хашдеу; [Худож. И. Морару], 108,[2] с. цв. ил. 24 см, Кишинёв Лит. артистикэ 1990.